# Rainer Dellmuth

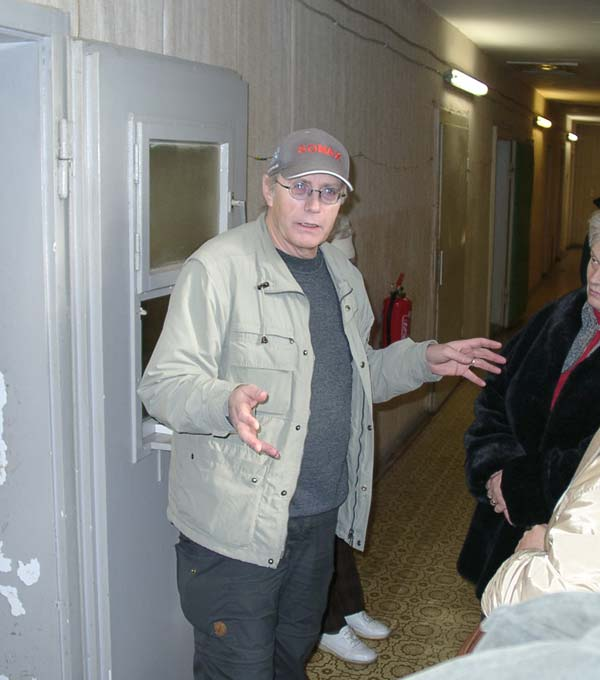
Rainer Dellmuth

Rainer Dellmuth (* 20. Juli 1948 in Berlin-Köpenick) ist ein ehemaliger DDR-Oppositioneller, heute Buchautor, Schauspieler und Referent für politische Bildung an Schulen sowie Vortragsreisender.

## Biografie

### Zeit in der DDR bis zur Ausbürgerung
Rainer Dellmuth geriet schon als Achtzehnjähriger wegen „hetzerischer Äußerungen“ in das Visier des Ministeriums für Staatssicherheit (MfS). So wurde dort zu seiner Person ab Juni 1967 ein operativer Vorgang mit dem Decknamen „Lehrling“ angelegt. Einen Monat später wurde der Lehrling des Buch- und Flexodrucks wegen sogenannter „versuchter Republikflucht“ und „staatsgefährdender Hetze“ erstmals verhaftet und im Dezember 1967 zu einem Jahr Gefängnis verurteilt. Nach seiner Entlassung beendete er die Lehre und besuchte die Köpenicker Alexander-von-Humboldt-Oberschule, um das Abitur nachzuholen. Seine schulischen und beruflichen Pläne wurden 1971 infolge seiner erneuten Verhaftung wegen „versuchten ungesetzlichen Grenzübertritts in besonders schwerem Fall“ durch das MfS endgültig vereitelt. Im November 1972 wurde er in die Bundesrepublik Deutschland ausgewiesen.
- 1967–1968: Untersuchungshaftanstalt (UHA) Gera / Bezirksverwaltung Gera des MfS, UHA Berlin Keibelstraße, Strafvollzugsanstalt (StVA) Rummelsburg
- 1971–1972: Untersuchungshaftanstalt Pankow / Bezirksverwaltung Berlin des MfS, Strafvollzugsanstalt Rummelsburg, StVA Cottbus, UHA Karl-Marx-Stadt/Bezirksverwaltung Karl-Marx-Stadt (heute: Chemnitz) des MfS

### Zeit in der Bundesrepublik Deutschland seit 1972
Seit seiner Ausbürgerung aus der DDR lebte er in West-Berlin. Nach seiner Tätigkeit als Korrektor in verschiedenen Druckereien und Verlagen und in einem eigenen Unternehmen begann er 1986 eine Tätigkeit im öffentlichen Dienst und legte das Examen als Krankenpfleger im Evangelischen Waldkrankenhaus Spandau ab.
Rainer Dellmuth ist seit den 80er Jahren durch seine schauspielerische Mitwirkung in verschiedenen Filmen und TV-Jugendserien bekannt geworden. Er lebt in Berlin und Konstanz.

#### Aufarbeitung der SED-Diktatur
Als freier Mitarbeiter der Gedenkstätte Berlin-Hohenschönhausen war er seit 1997 als Besucherreferent tätig, um die DDR-Vergangenheit nicht vergessen zu lassen und an das Schicksal einzelner Stasiopfer und an die in über 40 Jahren systematisch entwickelten und praktizierten Überwachungs- und Einschüchterungsmethoden des Ministeriums für Staatssicherheit zu erinnern. Ende der 1990er Jahre hat er in seinem Buch Ausflüge im Grotewohl-Express die Erinnerungen an sein Leben in der DDR und seine Haftzeit niedergeschrieben. Seit den 2020er Jahren führt Rainer Dellmuth im Auftrag des Menschenrechtszentrums Cottbus e. V. auch Besuchergruppen durch die Gedenkstätte Zuchthaus Cottbus.
Seit 2000 referiert Rainer Dellmuth als Zeitzeuge der SED-Diktatur in Deutschland, Österreich und der Schweiz an weiterführenden Schulen und Universitäten. Ab 2015 besuchte Dellmuth den Bachelor-Studiengang im Fach Geschichte an der FernUniversität Hagen.

## Filmografie
- 1975: Das schizophrene Leben des Dichters Alexander März
- 1982: Wilde Clique; Regie: Hannelore Conradsen und Dieter Köster
- 1983: Rauschendes Leben; Regie: Hannelore Conradsen und Dieter Köster
- 1984: Zurück aus Hollywood (Film aus der Reihe der Jugendserie Denkste)
- 1992: Beiträge zu Sendung Moskito – Nichts sticht besser im SFB
- 1993: Die Schau hinter der Show – Internationale Funkausstellung in Berlin – Dokumentation; Regie: Dieter Köster
- 1995: Höchstpersönlich: Wolfgang Lippert – Dokumentation über zwei Lebenswege ehemaliger DDR-Bürger.
- 1999: Wer angibt, hat mehr vom Leben – Der Dokumentarfilm; Regie: Hannelore Conradsen und Dieter Köster
- 2008: Das blondierte Glück – Spielfilm von Svenne und Dieter Köster

## Publikationen
- Ausflüge im Grotewohl-Express. Anita Tykve Verlag, Berlin 1999, ISBN 3-925434-93-3.